# AMI (Berlijn)
AMI is een Duits historisch merk van hulpmotoren.
De bedrijfsnaam was: Auto Motoren Industrie GmbH, Berlin-Schöneberg.
AMI begon in 1921 met de productie van 49cc-clip-on motortjes voor fietsen. Daarmee sprong het merk in op de vraag naar goedkope vervoermiddelen die in Duitsland na de Eerste Wereldoorlog ontstond. Het motortje had 2 versnellingen en leverde 1 pk en een identieke motor werd ook bij Gnom (het latere Horex) gemaakt. In 1923 ontstond er een "motorboom" in Duitsland, waardoor honderden merken ontstonden die allemaal goedkope en lichte motorfietsjes produceerden. Toen deze ontwikkeling in 1925 tot stilstand kwam verdwenen 150 motorfietsmerken, maar ook AMI.